# Orkanen Kyrill

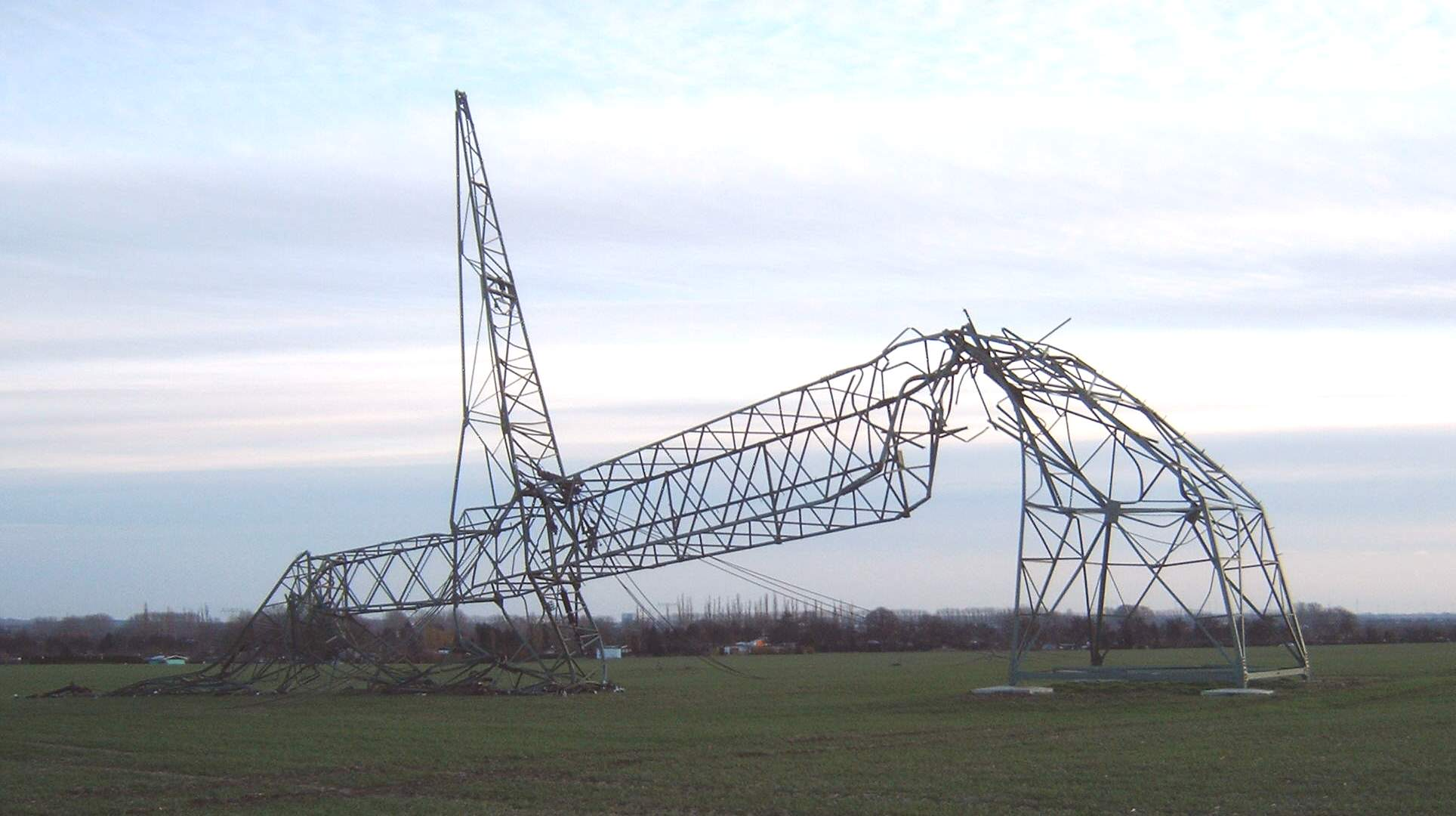
Knäckt högspänningsmast vid Magdeburg

Orkanen Kyrill (sv. Stormen Lill-Per alternativt 18 januaristormen 2007) var ett oväder som den 18 januari 2007 drabbade Brittiska öarna, Nordsjökusten och ett brett bälte från Flandern till Danmark och vidare österut över det europeiska inlandet ner till Slovakien och upp till Skåne. 

## Meteorologi
Ovädret orsakades av ett djupt lågtryck som drog in från Atlanten. Lågtryckscentrumet gick i en bana över Skottland, Nordsjön, Danmark, Skåne, Södra Östersjön, Baltikum och vidare in i Ryssland. Stormvindarna blåste i ett brett bälte söder om lågtrycket, vidsträckta fronter roterade runt lågtryckscentrumet och gav upphov till mycket nederbörd.

## Stormens verkningar
Flera dödsoffer krävdes och flera båtar hamnade i sjönöd. 
Ovädret drog in över Brittiska öarna på kvällen den 17 januari. Stormen var som värst i de södra delarna av Brittiska öarna och över Irländska sjön. Vindbyar på 44 meter i sekunden uppmättes vid The Needles på Isle of Wight.
Ovädret drog vidare över Engelska kanalen och Nordsjön till kontinenten på eftermiddagen den 18 januari. I Flandern, Frankrikes norra delar och västra Belgien var det orkanstyrka i vindbyarna. Nederländerna var i ovädrets starkaste vindbälte och hade stora problem under och efter stormen.
Mest uppmärksammade blev ovädrets härjningar i Tyskland. Ovädret nådde först Nordsjökusten och spred sig sedan under kvällen över hela Tyskland. Vid Emden steg havsvattenytan två meter på grund av stormflod, vilket dock var mindre än fruktat. De högsta vindstyrkorna på 56 meter i sekunden uppmättes på berget Wendelstein i södra Bayerns alpområde.
Stormen drog också in över Sverige, och i Skåne uppmättes där som mest 28 meter i sekunden vid Skanör.

### Järnvägsstationen i Appelhüser
Järnvägsstationen i Appelhüser byggdes 1870 samtidigt som Köln–Mindener Eisenbahn-Gesellschaft anlade järnvägslinjen Wanne-Eickel–Hamburg. Den byggnadsminnesförklarades 1999. Orkanen Kyrill blåste ned taket, och byggnaden blev så svårt skadad att den därefter revs. 

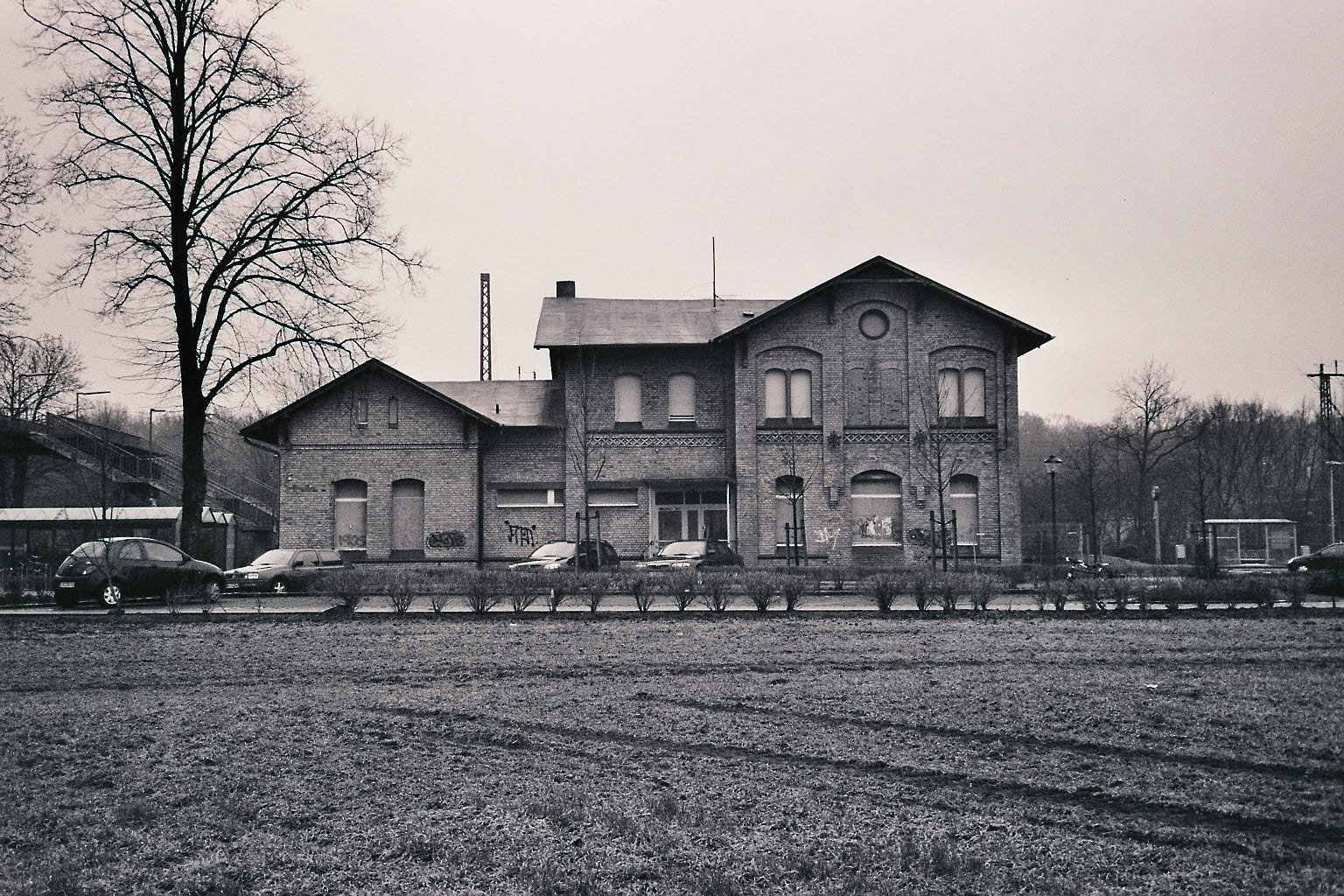
Byggnaden före Orkanen Kyrill
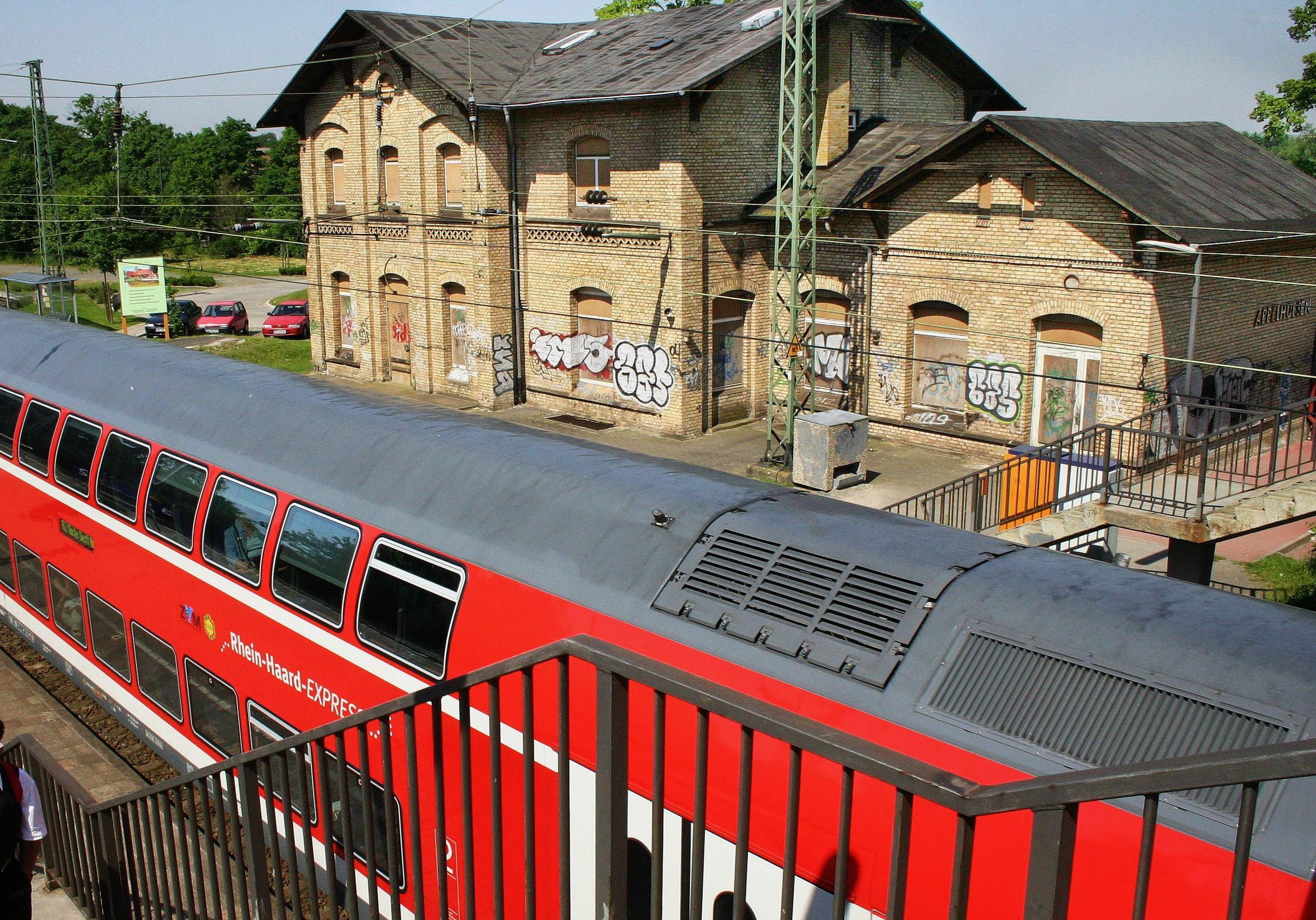
Byggnaden före Orkanen Kyrill
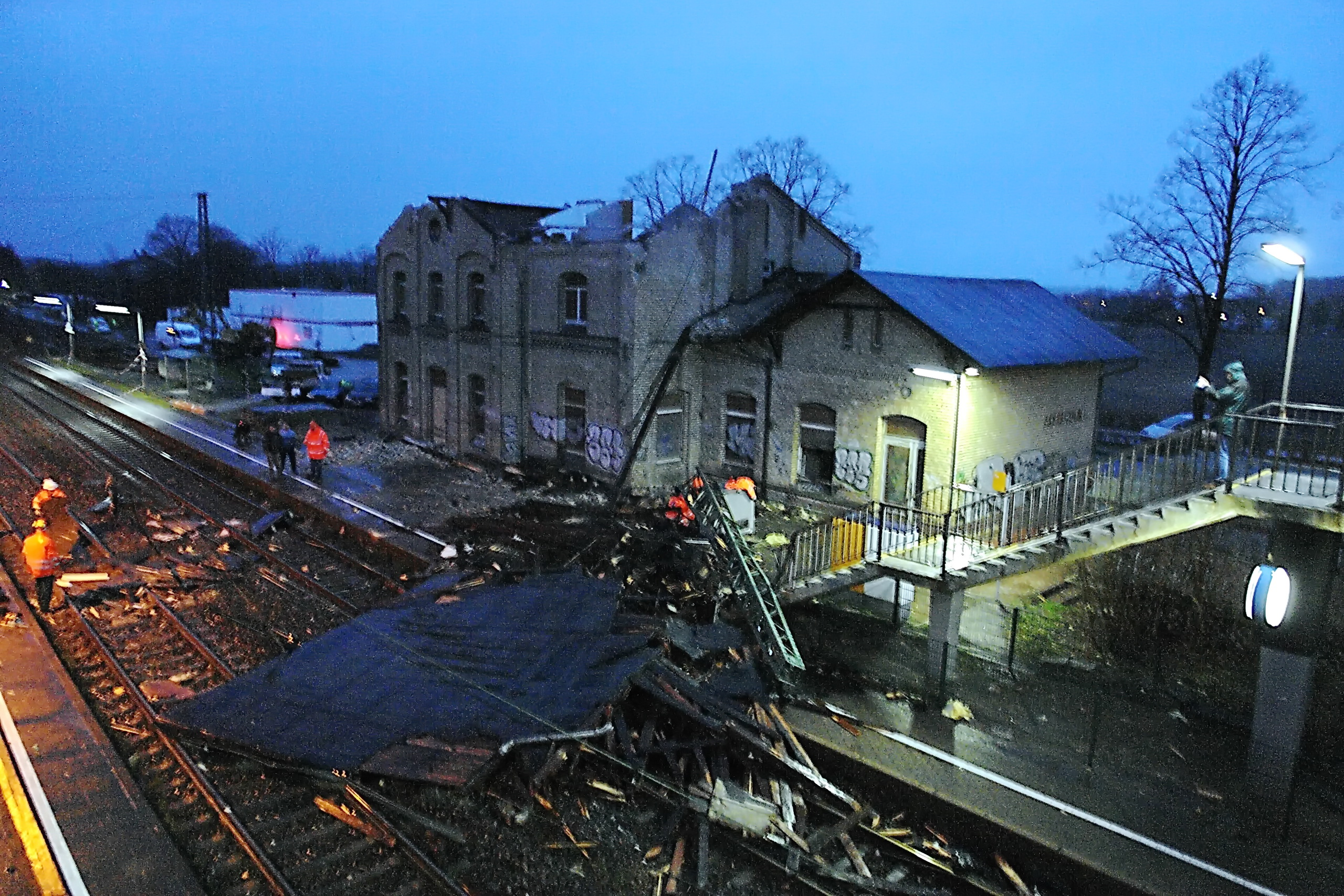
Skador av Orkanen Kyrill
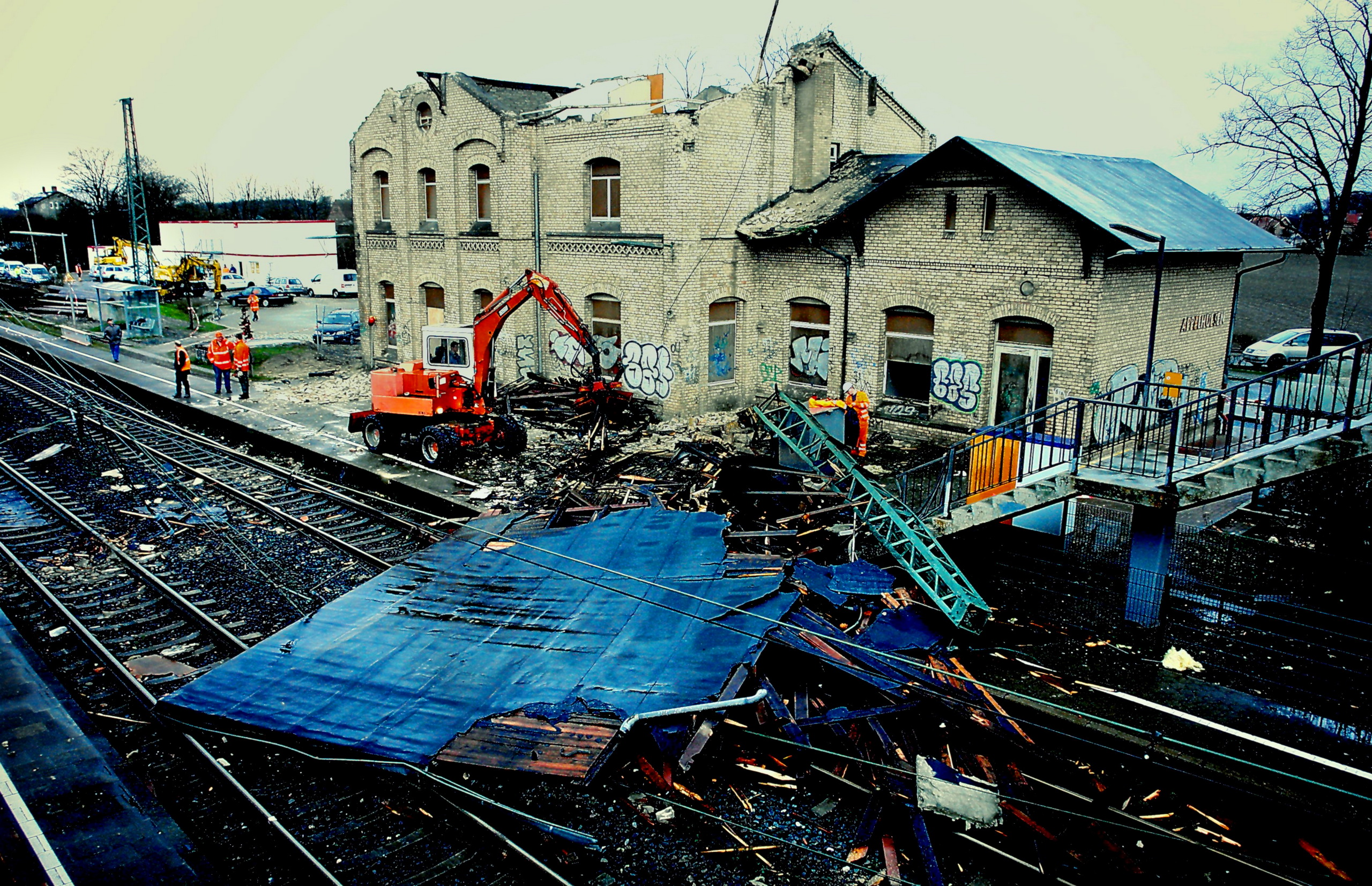
Skador av Orkanen Kyrill
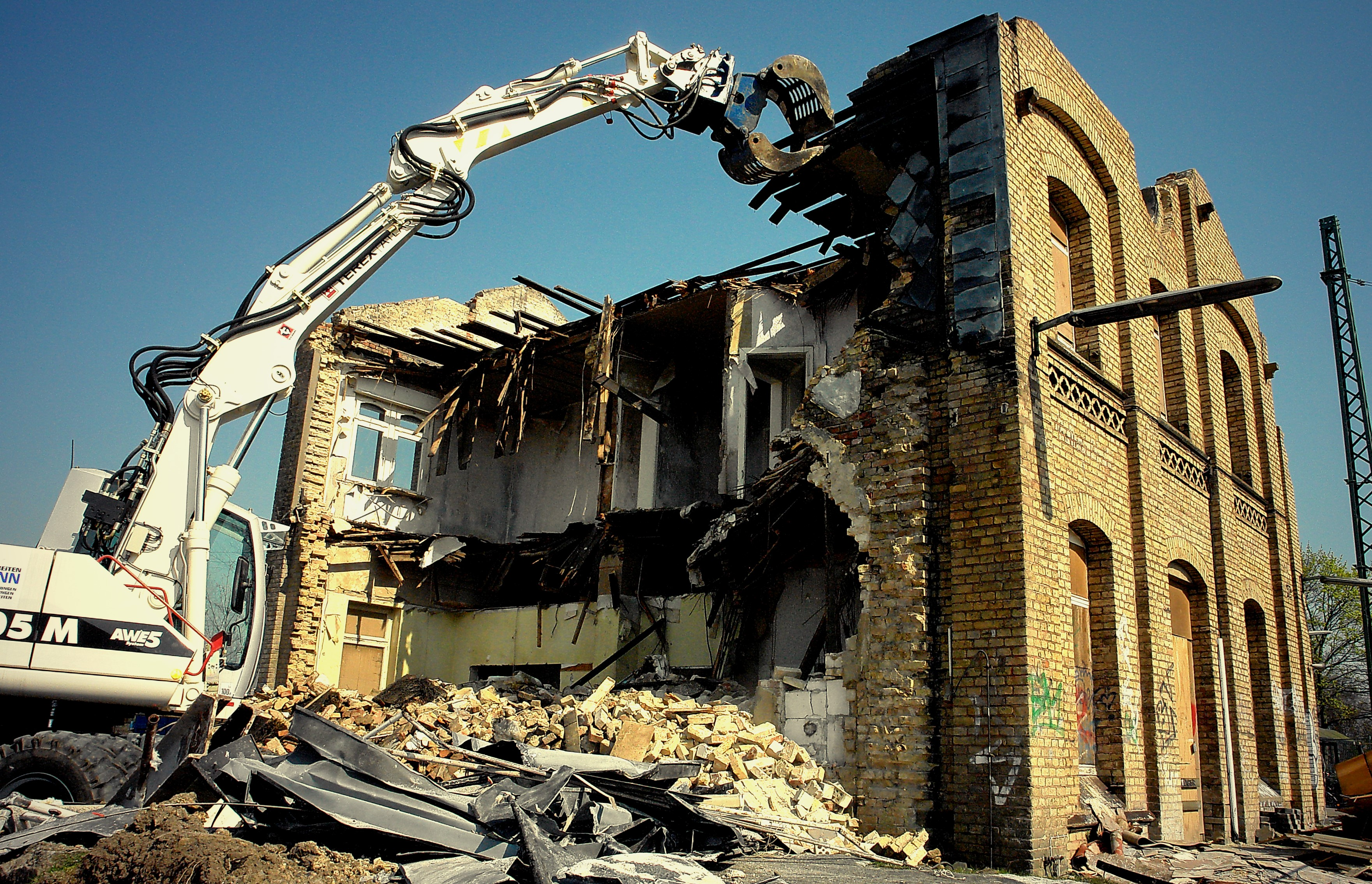
Rivning av byggnaden

## Namn
I Sverige blev stormen i folkmun kallad Lill-Per eftersom den drog in över Skåne bara två dygn efter att orkanen Per dragit över Sverige. Den tyska meteorologiska institutionen i Berlin har gett lågtrycket som orsakade ovädret namnet Kyrill.